# 恵善尼
恵善尼（えぜんに、生没年不詳）は、6世紀後半の尼僧。日本最初の尼僧の一人。父は錦織壺（にしごりのつぼ）。俗名は石女。
584年（敏達天皇13年）善信尼が出家したのに従い、禅蔵尼とともに善信尼の弟子として出家した。大和国の桜井道場に住した。585年に物部守屋による廃仏運動により法衣を奪われ、海石榴市（つばいち、奈良県桜井市）の亭（駅舎）で鞭打たれた。そのまま身柄を拘束されていたが、大臣蘇我馬子が病気になったときに馬子は仏法による病気平癒を願い、勅許により3人の禁固は解かれた。588年（敏達天皇17年）正式に受戒するため朝鮮半島の百済に渡り、受戒した後590年に帰国した。